# Ann Trevenen Jenkin
Ann Trevenen Jenkin   (Barnet, 14 d'abril de 1930 - Leedstown, 8 d'abril de 2024), coneguda també pel nom bàrdic de Bryallen, va ser una activista, bibliotecària, mestra i escriptora còrnica.

## Biografia
Esposa del polític i escriptor Richard Jenkin, el 1951 van començar a editar la revista New Cornwall sobre lluita cornuallesa, pionera en temàtica nacionalista. El 1957, va unir-se a l'organització Gorsedh Kernow sota el nom de Bryallen (lit. ‘Margaridussa’). Va ser nomenada Gran Bard del grup entre el 1997 i el 2000, cosa que la va convertir en la primera dona a assolir aquesta fita. També va fundar i militar en el partit Mebyon Kernow.
Va ser l'autora del llibre infantil The Dog Who Walked to London (lit. ‘El gos que va caminar fins a Londres’), sobre la marxa Keskerdh Kernow, que va tenir lloc el 1997 per a commemorar els 500 anys de la rebel·lió de Cornualla de 1497. Va anar de St Keverne a Londres, passant per Penryn. Jenkin va constituir un dels principals líders d'aquesta manifestació. A més de l'abans esmentat, va publicar el llibre Kernow Bys Vyken/Cornwall for Eve.
Junt amb el seu marit, va tenir quatre fills (Morwenna, Loveday, Gawen i Conran) i set nets (Trystan, Riwana, Mark, Talwyn, Trifina, Elowenn i Kelyn). De fet, Loveday va dirigir Mebyon Kernow entre el 1990 i el 1997.